# アラン・レネ
アラン・レネ（Alain Resnais, 1922年6月3日 - 2014年3月1日 ）は、フランス・ヴァンヌ出身の映画監督。

## 来歴・人物
1922年6月3日、フランス・ヴァンヌで生まれる。父親は薬剤師。持病の喘息が原因で学校にはあまり通うことが出来ず、家庭で教育を受ける。漫画から古典まで読み漁る読書家だったが、10歳の頃から映画に興味を持ち始め、12歳の誕生日に両親から貰った8ミリカメラで短編映画を製作するようになる。次第に俳優になることを志すようになり、1939年にはテアトル・デ・マチュラン劇場内にある俳優ジョルジュ・ピトエフの会社で働くためにパリに移住。1940年から演技の勉強をしていたが、映画編集技術を学ぶために1943年にフランスの高等映画学院（通称IDHEC）に入学。講師の一人だった映画監督のジャン・グレミヨンから最も影響を受ける。
1945年には兵役に就いたが、1946年にパリに戻ると映画編集者として働き始め、同時に短編映画の製作も始めた。『Schéma d'une identification』という作品を製作する際には俳優ジェラール・フィリップに出演のオファーを出した。数本の短編ドキュメンタリー映画を製作した後、1948年に画家ヴァン・ゴッホをテーマにした短編映画の製作を始める。最初は16ミリで撮影していたが、フィルムを見た映画プロデューサーのピエール・ブロンベルジェから35ミリでのリメイクを依頼される。完成した作品は1950年の第22回アカデミー賞で短編映画賞を受賞。絵画に関する映画製作は1950年の『ゲルニカ』や『ゴーガン』と続き、1953年にはフランスの植民地政策によるアフリカ芸術の破壊についての短編映画『彫刻もまた死す』をクリス・マルケルと共同で製作している。
1955年の『夜と霧』はナチスによるアウシュヴィッツ強制収容所を扱った最初の映画の一つと言われている。1956年の第9回カンヌ国際映画祭への出品の際には、西ドイツ大使の要請を受けたフランス外務省から「友好国を侮辱する恐れのある作品」として出品を取り下げるよう命令され、コンペティション部門外での上映となった。
1959年、初の長編劇映画『二十四時間の情事 （原題『ヒロシマ・モナムール』）』を日本の広島を舞台に製作する。「フランス人である我々が日本人が体験した原爆被害をどこまで知ることが出来るのか」という思考を元にヌーヴォー・ロマン派の作家マルグリット・デュラスに脚本の執筆を依頼。フランス人女優エマニュエル・リヴァと日本人の俳優岡田英次を起用し、他国人同士の恋愛を体裁に取りつつ、戦争を背景とした異国文化・価値観の交流の可能性を模索した。第12回カンヌ国際映画祭への出品は『夜と霧』と同じ理由で見送られたが、フランス文化大臣アンドレ・マルローの尽力でコンペティション部門外で上映され、『フィガロ・リテレール』誌の映画批評家クロード・モーリアックは「この年最大の衝撃作」と称し、映画史家ジョルジュ・サドゥールも「時代を画する作品」と絶賛し、現在では「ヌーヴェル・ヴァーグの最も重要な作品の一つ」と位置づけられている。本作をきっかけにレネはアニエス・ヴァルダ、クリス・マルケルらとともに「ヌーヴェル・ヴァーグのセーヌ左岸派」と呼ばれるようになる。
1961年に製作された長編第2作目『去年マリエンバートで』は「対象とする観客が少なすぎる」とのアンドレ・マルローの判断から第14回カンヌ国際映画祭への出品を拒否されたが、同年開催された第22回ヴェネツィア国際映画祭では金獅子賞を受賞し、難解と称される作風とともに大きな注目を集めた。脚本を執筆した作家アラン・ロブ＝グリエによれば、本作は黒澤明監督の『羅生門』に触発されて製作されたという。衣装はココ・シャネルが手がけている。
以後も『ミュリエル』（1963年）、『戦争は終った』（1966年）といった戦争とそれが個人の精神や記憶にもたらす影響を扱った作品を制作。1968年の『ジュ・テーム、ジュ・テーム』からは作風を変え、第33回カンヌ国際映画祭で審査員特別グランプリを受賞した『アメリカの伯父さん』（1980年）や台詞の代わりにシャンソンを用いて物語を進行させることを試みた『恋するシャンソン』（1997年）などのコメディーやミュージカルのような作品も手がけている。1977年の『プロビデンス』と1993年の『スモーキング/ノースモーキング』でセザール賞監督賞を2度受賞。ルイ・デリュック賞はこれまでに3度受賞している。2006年には『六つの心』で第63回ヴェネツィア国際映画祭銀獅子賞（監督賞）を受賞。クリスチャン・ガイイの小説を映画化した2009年の『風にそよぐ草』は『カイエ・デュ・シネマ』誌の2009年度の映画年間ベストテンの第1位に選出された。
2014年の『愛して飲んで歌って』が遺作となった。同年2月に開催された第64回ベルリン国際映画祭に出品され、通常若手監督が受賞するアルフレッド・バウアー賞を、「常にイノベーティブで新しい境地を開拓している」という理由で91歳にして受賞した。
2014年3月1日、パリ市内で死去。91歳没。

## 監督作品

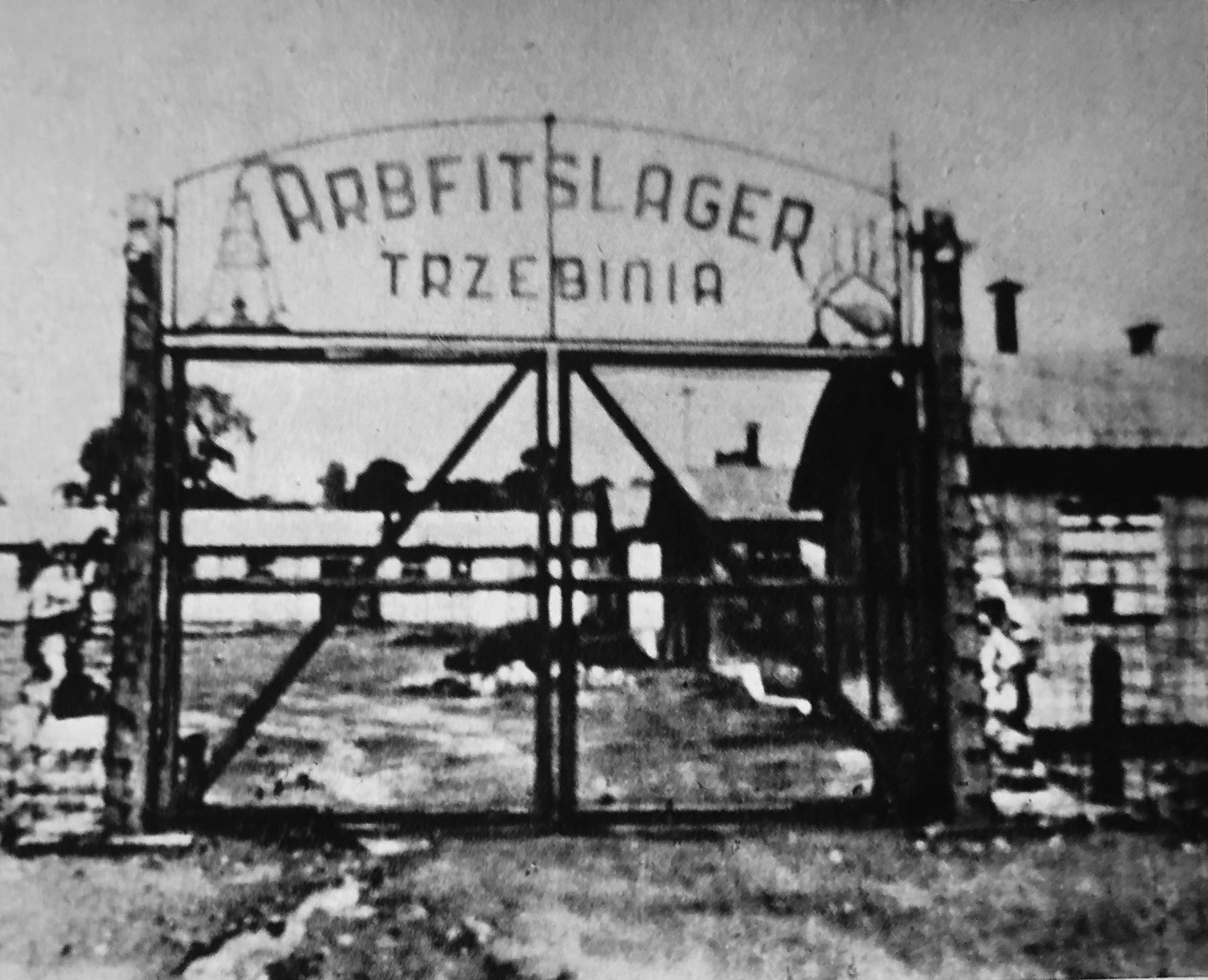
『夜と霧』（1955年）

『二十四時間の情事』（1959年）

- ヴァン・ゴッホ Van Gogh （1948年） 短編
- ゲルニカ Guerunica （1950年） 短編
- ゴーギャン Gauguin （1950年） 短編
- 彫像もまた死す Les Statues meurent aussi （1953年） 短編。クリス・マルケルと共同監督
- 夜と霧 Nuit et brouillard （1955年） 短編
- 世界のすべての記憶 Toute la Memoire du Monde （1956年） 短編
- アトリエ15の記憶 Le Mystere de l'Atelier 15 （1958年） 短編
- スティレンの唄 Le Chant du Styrene （1958年） 短編
- 二十四時間の情事 Hiroshima mon amour （1959年） 原題『ヒロシマ・モナムール』
- 去年マリエンバートで L'Année dernière à Marienbad （1961年）
- ミュリエル Muriel ou Le temps d'un retour （1963年）
- 戦争は終った La Guerre est finie （1966年）
- ベトナムから遠く離れて Loin du Vietnam （1967年） オムニバス
- ジュ・テーム、ジュ・テーム Je t'aime, Je t'aime （1968年）TV5MONDE放映
- 西暦01年 L'An 01  （1972年／ジャック・ドワイヨン作品、部分監督) 特殊上映
- 薔薇のスタビスキー Stavisky... （1974年）
- プロビデンス Providence （1977年）
- アメリカの伯父さん Mon oncle d'Amérique （1980年）
- 人生は小説 La Vie est un roman （1983年）特殊上映
- 死に至る愛 L'amour à mort （1984年）特殊上映、TV5MONDE放映
- メロ Melo （1986年）
- お家へ帰りたい I Want to Go Home （1989年）
- 忘却に抗って - 命のための30通の手紙 Contre l'oubli（1991／オムニバス）映画祭上映
- Gershwin (1992／TV)
- スモーキング/ノースモーキング Smoking/No Smoking （1993年／連作）特殊上映
- 恋するシャンソン On connaît la chanson （1997年）
- 巴里の恋愛協奏曲 Pas sur la bouche （2003年）
- 六つの心 Cœurs （2006年）
- 風にそよぐ草 Les Herbes folles （2009年）
- あなたはまだ何も見ていない Vous n'avez encore rien vu （2012年）特殊上映
- 愛して飲んで歌って Aimer, boire et chanter （2014年）

## 受賞歴
| 賞                             | 年     | 部門                       | 作品                              | 結果       |
| ------------------------------ | ------ | -------------------------- | --------------------------------- | ---------- |
| ゴールデングローブ賞           | 1951年 | 特別貢献賞                 | -                                 | 受賞       |
| ジャン・ヴィゴ賞               | 1954年 | -                          | 『彫像もまた死す』                | 受賞       |
| ジャン・ヴィゴ賞               | 1956年 | -                          | 『夜と霧』                        | 受賞       |
| カンヌ国際映画祭               | 1959年 | 国際映画批評家連盟賞       | 『二十四時間の情事』              | 受賞       |
| カンヌ国際映画祭               | 1966年 | 国際映画批評家連盟賞       | 『戦争は終った』                  | 受賞       |
| カンヌ国際映画祭               | 1980年 | 審査員特別グランプリ       | 『アメリカの伯父さん』            | 受賞       |
| カンヌ国際映画祭               | 1980年 | 国際映画批評家連盟賞       | 『アメリカの伯父さん』            | 受賞       |
| カンヌ国際映画祭               | 2009年 | 審査員特別賞               | 『風にそよぐ草』                  | 受賞       |
| カンヌ国際映画祭               | 2014年 | キャロッス・ドール(功労賞) | -                                 | 受賞       |
| フランス映画批評家協会賞       | 1959年 | 作品賞                     | 『二十四時間の情事』              | 受賞       |
| フランス映画批評家協会賞       | 1961年 | 作品賞                     | 『去年マリエンバートで』          | 受賞       |
| フランス映画批評家協会賞       | 1966年 | 作品賞                     | 『戦争は終った』                  | 受賞       |
| フランス映画批評家協会賞       | 1977年 | 作品賞                     | 『プロビデンス』                  | 受賞       |
| フランス映画批評家協会賞       | 1980年 | 作品賞                     | 『アメリカの伯父さん』            | 受賞       |
| フランス映画批評家協会賞       | 1993年 | 作品賞                     | 『巴里の恋愛協奏曲』              | 受賞       |
| フランス映画批評家協会賞       | 1997年 | 作品賞                     | 『恋するシャンソン』              | 受賞       |
| フランス映画批評家協会賞       | 2006年 | 作品賞                     | 『六つの心』                      | 受賞       |
| 英国アカデミー賞               | 1960年 | 総合作品賞                 | 『二十四時間の情事』              | ノミネート |
| 英国アカデミー賞               | 1962年 | 総合作品賞                 | 『去年マリエンバートで』          | ノミネート |
| 全米監督協会賞                 | 1960年 | 長編映画監督賞             | 『二十四時間の情事』              | ノミネート |
| ニューヨーク映画批評家協会賞   | 1960年 | 外国語映画賞               | 『二十四時間の情事』              | 受賞       |
| ニューヨーク映画批評家協会賞   | 1967年 | 外国語映画賞               | 『戦争は終った』                  | 受賞       |
| ニューヨーク映画批評家協会賞   | 1980年 | 外国語映画賞               | 『アメリカの伯父さん』            | 受賞       |
| ナストロ・ダルジェント賞       | 1960年 | 外国監督賞                 | 『二十四時間の情事』              | ノミネート |
| ナストロ・ダルジェント賞       | 1962年 | 外国監督賞                 | 『去年マリエンバートで』          | ノミネート |
| ナストロ・ダルジェント賞       | 1968年 | 外国監督賞                 | 『戦争は終った』                  | ノミネート |
| ヴェネツィア国際映画祭         | 1961年 | 金獅子賞                   | 『去年マリエンバートで』          | 受賞       |
| ヴェネツィア国際映画祭         | 1989年 | パシネッティ賞             | 『お家に帰りたい』                | 受賞       |
| ヴェネツィア国際映画祭         | 1995年 | 栄誉金獅子賞               | -                                 | 受賞       |
| ヴェネツィア国際映画祭         | 2006年 | 銀獅子賞                   | 『六つの心』                      | 受賞       |
| サザーランド杯                 | 1963年 | -                          | 『ミュリエル』                    | 受賞       |
| ルイ・デリュック賞             | 1966年 | -                          | 『戦争は終った』                  | 受賞       |
| ルイ・デリュック賞             | 1993年 | -                          | 『スモーキング/ノースモーキング』 | 受賞       |
| ルイ・デリュック賞             | 1997年 | -                          | 『恋するシャンソン』              | 受賞       |
| バリャドリッド国際映画祭       | 1977年 | ゴールデン・スパイク賞     | 『プロビデンス』                  | 受賞       |
| セザール賞                     | 1978年 | 作品賞                     | 『プロビデンス』                  | 受賞       |
| セザール賞                     | 1978年 | 監督賞                     | 『プロビデンス』                  | 受賞       |
| セザール賞                     | 1981年 | 作品賞                     | 『アメリカの伯父さん』            | ノミネート |
| セザール賞                     | 1981年 | 監督賞                     | 『アメリカの伯父さん』            | ノミネート |
| セザール賞                     | 1981年 | 名誉賞                     | -                                 | 受賞       |
| セザール賞                     | 1984年 | 作品賞                     | 『死に至る愛』                    | ノミネート |
| セザール賞                     | 1984年 | 監督賞                     | 『死に至る愛』                    | ノミネート |
| セザール賞                     | 1987年 | 作品賞                     | 『メロ』                          | ノミネート |
| セザール賞                     | 1987年 | 監督賞                     | 『メロ』                          | ノミネート |
| セザール賞                     | 1994年 | 作品賞                     | 『スモーキング/ノースモーキング』 | 受賞       |
| セザール賞                     | 1994年 | 監督賞                     | 『スモーキング/ノースモーキング』 | 受賞       |
| セザール賞                     | 1998年 | 作品賞                     | 『恋するシャンソン』              | 受賞       |
| セザール賞                     | 1998年 | 監督賞                     | 『恋するシャンソン』              | ノミネート |
| セザール賞                     | 2004年 | 作品賞                     | 『巴里の恋愛協奏曲』              | ノミネート |
| セザール賞                     | 2004年 | 監督賞                     | 『巴里の恋愛協奏曲』              | ノミネート |
| セザール賞                     | 2007年 | 監督賞                     | 『六つの心』                      | ノミネート |
| セザール賞                     | 2010年 | 作品賞                     | 『風にそよぐ草』                  | ノミネート |
| ボディル賞                     | 1978年 | 非アメリカ映画賞           | 『プロビデンス』                  | 受賞       |
| ダヴィッド・ディ・ドナテッロ賞 | 1987年 | ルキノ・ヴィスコンティ賞   | -                                 | 受賞       |
| ベルリン国際映画祭             | 1994年 | 芸術貢献賞                 | 『スモーキング/ノースモーキング』 | 受賞       |
| ベルリン国際映画祭             | 1998年 | 芸術貢献賞                 | 『恋するシャンソン』              | 受賞       |
| ベルリン国際映画祭             | 2014年 | アルフレッド・バウアー賞   | 『Aimer, boire et chanter』       | 受賞       |
| ベルリン国際映画祭             | 2014年 | 国際映画批評家連盟賞       | 『Aimer, boire et chanter』       | 受賞       |
| リュミエール賞                 | 2004年 | 監督賞                     | 『巴里の恋愛協奏曲』              | 受賞       |
| ヨーロッパ映画賞               | 2007年 | 国際映画批評家連盟賞       | 『六つの心』                      | 受賞       |